# Seututie 496
Pour les articles homonymes, voir Route 496.
La route régionale 496 (finnois : Seututie 496) est une route régionale allant de Karvio à Joensuu jusqu'à Kovero à Joensuu en Finlande,,.

## Présentation
La seututie 496 est une route régionale de Carélie du Nord.

## Parcours
- Hoilola
- Öllölä
- Sulkuvaara
- Tuupovaara
- Lastujärvi
- Gare de Tuupovaara
- Kovero